# For You And I
"For You And I" er en single af musikgruppen 10cc fra albummet Bloody Tourists udgivet i 1978.
| Musik | Spire Denne musikartikel er en spire som bør udbygges. Du er velkommen til at hjælpe Wikipedia ved at udvide den. |